# 潘天寿故居 (杭州)
潘天寿旧居位于中国浙江省杭州市上城区南山路212号（原景云村1号或荷花池头42号），为潘天寿晚年在杭州的居所，1981年辟为潘天寿纪念馆并对外开放，1991年在院内扩建陈列楼。该建筑建于20世纪40年代，主楼两层，青砖外墙，南有庭院。内部南为起居室兼画室，陈列有其用过的画桌、画具及文史画类的书籍，东侧陈列有其生平活动照片和实物资料，北为书房和卧室，新建陈列楼内陈列有《雁荡山花图》、《晴霞图》、《雨霁图》和《梅月图》等潘天寿的重要代表作品。